# Stade Émile Mayrisch
Stade Émile Mayrisch je nogometni i atletski stadion, u Esch-sur-Alzettu, na jugozapadu Luksemburga. Stadion ima kapacitet od 3900 ljudi. Nazvan je po luksemburškom industrijalistu Émilu Mayrischu. Na stadionu trenutno igraju nogometni klub CS Fola Esch i atletski klub CA Fola Esch. 